# Vatovavy Fitovinany

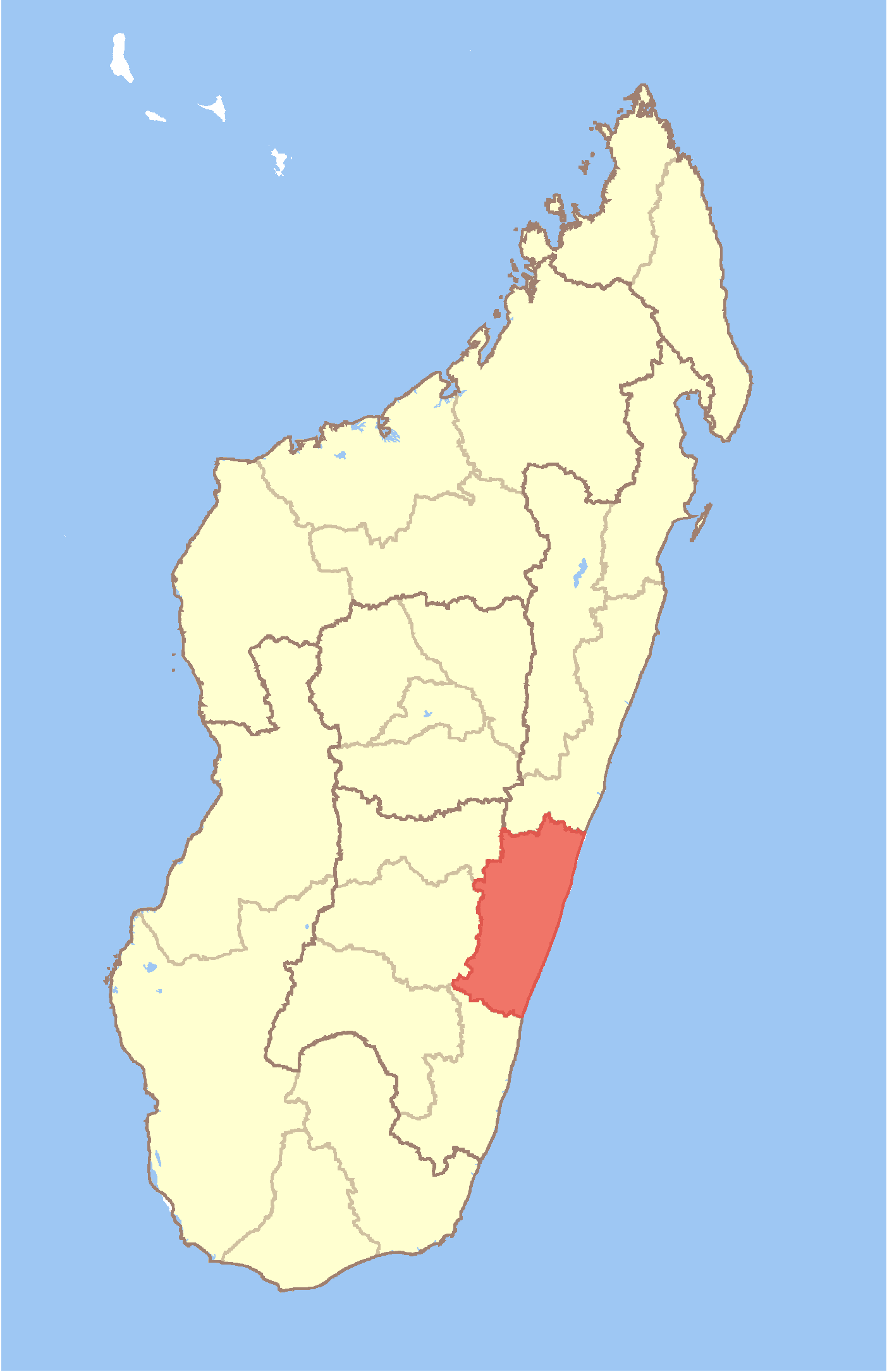
localisação de Vatovavy Fitovinany

Vatovavy Fitovinany é uma região de Madagáscar localizada na província de Fianarantsoa. Sua capital é a cidade de Manakara.